# 31105 Oguniyamagata
31105 Oguniyamagata è un asteroide della fascia principale. Scoperto nel 1997, presenta un'orbita caratterizzata da un semiasse maggiore pari a 2,2065053 UA e da un'eccentricità di 0,1350868, inclinata di 5,52671° rispetto all'eclittica.